# Sörsjön (Hylletofta socken, Småland)
Sörsjön är en sjö i Nässjö kommun i Småland och ingår i Lagans huvudavrinningsområde. Sjön är 6 meter djup, har en yta på 0,366 kvadratkilometer och befinner sig 318,2 meter över havet. Sjön avvattnas av vattendraget Hjorsetån. Vid provfiske har abborre, gädda och mört fångats i sjön.

## Delavrinningsområde
Sörsjön ingår i det delavrinningsområde (636663-142041) som SMHI kallar för Mynnar i Vämmesån. Medelhöjden är 304 meter över havet och ytan är 34,15 kvadratkilometer. Det finns inga delavrinningsområden uppströms utan avrinningsområdet är högsta punkten. Hjorsetån som avvattnar avrinningsområdet har biflödesordning 4, vilket innebär att vattnet flödar genom totalt 4 vattendrag innan det når havet efter 220 kilometer. Delavrinningsområdet består mestadels av skog (74 %) och jordbruk (11 %). Avrinningsområdet har 0,91 kvadratkilometer vattenytor vilket ger det en sjöprocent på 2,7 %.